# Litteraturåret 1901

## Priser och utmärkelser
- Nobelpriset – Sully Prudhomme, Frankrike[1]
- Letterstedtska priset för översättningar – Anna Hamilton-Geete för hennes översättningar av engelska och amerikanska skönlitterära arbeten

## Händelser
- 5 mars – August Strindberg förlovar sig med den 30 år yngre Harriet Bosse.[2]
- 6 maj – August Strindberg ingår sitt tredje äktenskap med Harriet Bosse.
- Det första Nobelpriset i litteratur tilldelas den franske diktaren Sully Prudhomme. Större delen av den svenska kultureliten, däribland August Strindberg, Selma Lagerlöf, Verner von Heidenstam, Oscar Levertin, Anders Zorn, Bruno Liljefors och Albert Engström kritiserar Svenska  Akademien för deras beslut och menar att den ryske författaren Lev Tolstoj borde ha tilldelades det första nobelpriset i litteratur.[3]

## Nya böcker

### A – G
- Abrahams offer av Gustaf Janson
- Anderssonskans Kalle av Emil Norlander
- Bröderna av Annie Åkerhielm
- Études de numismatique av Adrien Blanchet
- Fridolins lustgård och Dalmålningar på rim av Erik Axel Karlfeldt
- Kim – hela världens lille vän: berättelse från Indien av Rudyard Kipling

### H – N
- Heliga Birgittas pilgrimsfärd av Verner von Heidenstam
- Hjälten av William Somerset Maugham
- Huset Buddenbrok av Thomas Mann
- Jerusalem I av Selma Lagerlöf[4][5].
- Korven av Émile Zola
- Martin Bircks ungdom av Hjalmar Söderberg
- Naar Jerntæppet falder av Jonas Lie
- Les 21 jours d'un neurasthénique av Octave Mirbeau

### O – U
- Prins Pompom av Alfhild Agrell
- Puttes äventyr i blåbärsskogen av Elsa Beskow[6]
- Reflexer av Amanda Kerfstedt
- Samlade dikter av Gustaf Fröding
- Syner av Vilhelm Ekelund

### V – Ö
- Vinterrosor av Agnes Vollmar
- Vårskisser av Hedvig Aurelius

## Födda
- 3 januari – Eric Voegelin (död 1985), tysk politisk filosof.
- 12 februari – Kjerstin Göransson-Ljungman (död 1971), svensk författare, konstnär och arkitekt.
- 23 februari – Ivar Lo-Johansson (död 1990), svensk författare.
- 29 mars – Uuno Kailas (död 1933), finländsk författare.
- 29 april – Kathrine Aurell (död 1986), svensk-norsk författare och manusförfattare.
- 5 maj – Fritiof Billquist (död 1972), svensk skådespelare och författare.
- 9 juli – Barbara Cartland (död 2000), brittisk författare.
- 17 augusti – Birgitta de Vylder-Bellander (död 1973),  svensk författare.
- 20 augusti – Salvatore Quasimodo (död 1968), italiensk författare, nobelpristagare 1959.
- 23 september – Jaroslav Seifert (död 1986), tjeckoslovakisk författare, nobelpristagare 1984.
- 13 oktober – Irja Browallius (död 1968), svensk författare.

## Avlidna
- 17 januari – Frederic William Henry Myers, 57, engelsk poet.

### Fotnoter
1. ↑  ”Nobelpriset i litteratur”. https://www.nobelprize.org/prizes/lists/all-nobel-prizes-in-literature/. Läst 20 mars 2011.
2. ↑  August Strindbergs Samlade Verk, bnd 43:379, 45:249, Norstedts, 1992, 1990
3. ↑  Helmer Lång Hundra nobelpris i litteratur 1901-2001 Bokförlag Symposion 2001, sid 23
4. ↑  ”Selma Lagerlöfs böcker”. Arkiverad från originalet den 27 augusti 2011. https://web.archive.org/web/20110827002154/http://selmalagerlof.org/bocker.html. Läst 12 april 2011.
5. ↑   Hundra år i Sverige - 1901, Hans Dahlberg, Albert Bonniers, 1999
6. ↑  ”Elsa Beskows boktitlar”. Arkiverad från originalet den 14 december 2012. https://web.archive.org/web/20121214172009/http://kampanj.bonniercarlsen.se/beskow/titlar1.htm. Läst 12 april 2011.